# Loděnkovití
Loděnkovití (Nautilidae) jsou čeledí mořských hlavonožců obsahující posledních šest žijících druhů loděnek (ve dvou rodech Nautilus a Allonautilus), kterým, podobně jako sépiím, zůstala část kostnaté schránky. Jsou tudíž nejprimitivnějšími zástupci celé třídy. První loděnky se objevily na konci kambria, asi před 500 miliony lety. Většina druhů již vyhynula, ty zbývající jsou proto označovány jako živoucí fosilie.

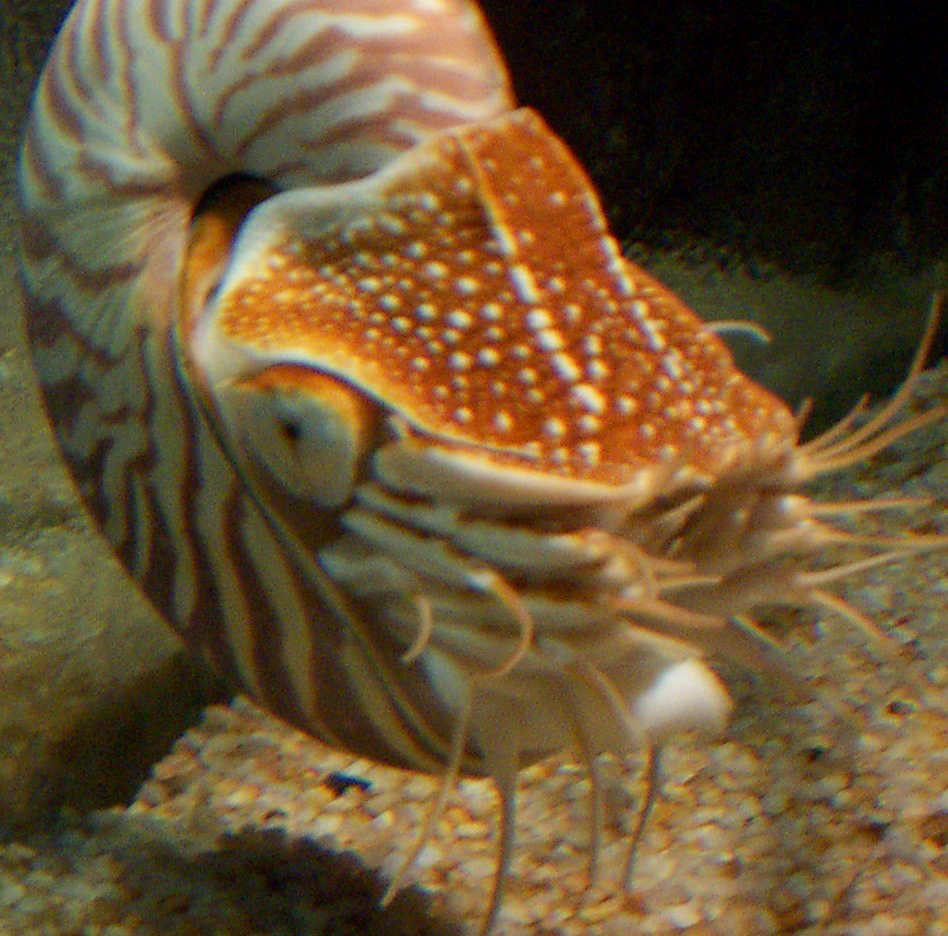
Chapadla loděnky

Zajímavostí je, že loděnky mají kolem ústního otvoru až 90 krátkých ramen, což je u hlavonožců rekordní počet. Schránka vzniká vylučováním a bývá rozdělena na 33 až 36 přepážek, ze kterých část slouží jako hydrostatický orgán. Zbylé komůrky, které již nejsou obydleny, fungují jako tlakové komory. Ty umožňují hlavonožcům vertikální pohyb, neboť jsou plné plynu a tekutiny a spojeny sifonem (trubice spojující prvotní malou komůrku s komůrkou obývanou živočichem). Každá změna množství tekutiny jim umožňuje stoupat či klesat. Největší známá schránka má 253 mm. Další zajímavostí je, že se pohybují schránkou napřed, což činí jejich pohyb částečně chaotickým. Loděnky můžeme nalézt až půl kilometru pod hladinou moře. Za potravu jim slouží menší rybky a korýši.
Jejich čelistní aparát je tvořen rhyncholitem a konchorhynchem. Tyto dva typy čelistí se také dají nalézt ve fosilním záznamu. Naznačují nám, že se jejich morfologie v průběhu času moc neměnila a přetvrvala ve více méně nezměněné podobě až dodnes. Ústa jsou navíc doplněna pro měkkýše typickou radulou.

## Rozšíření
Přeživší druhy se vyskytují v Pacifiku a v určitých částech Indického oceánu, převážně v tropech a hlavně kolem útesů.
Fosílie loděnek se vyskytují v usazeninách jak u strmých břehů, tak například na polích.